# Kirche Großdobritz

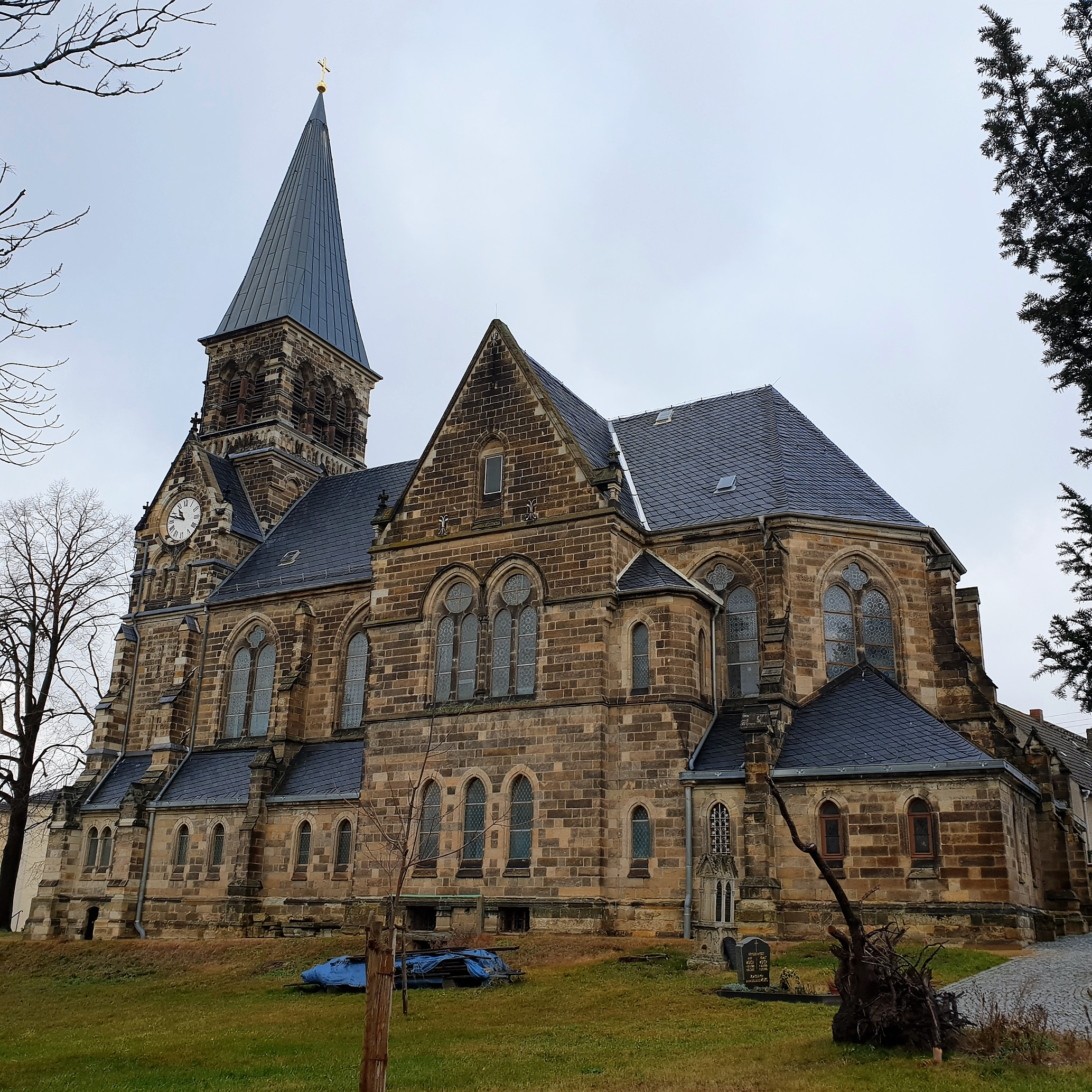
Kirche Großdobritz

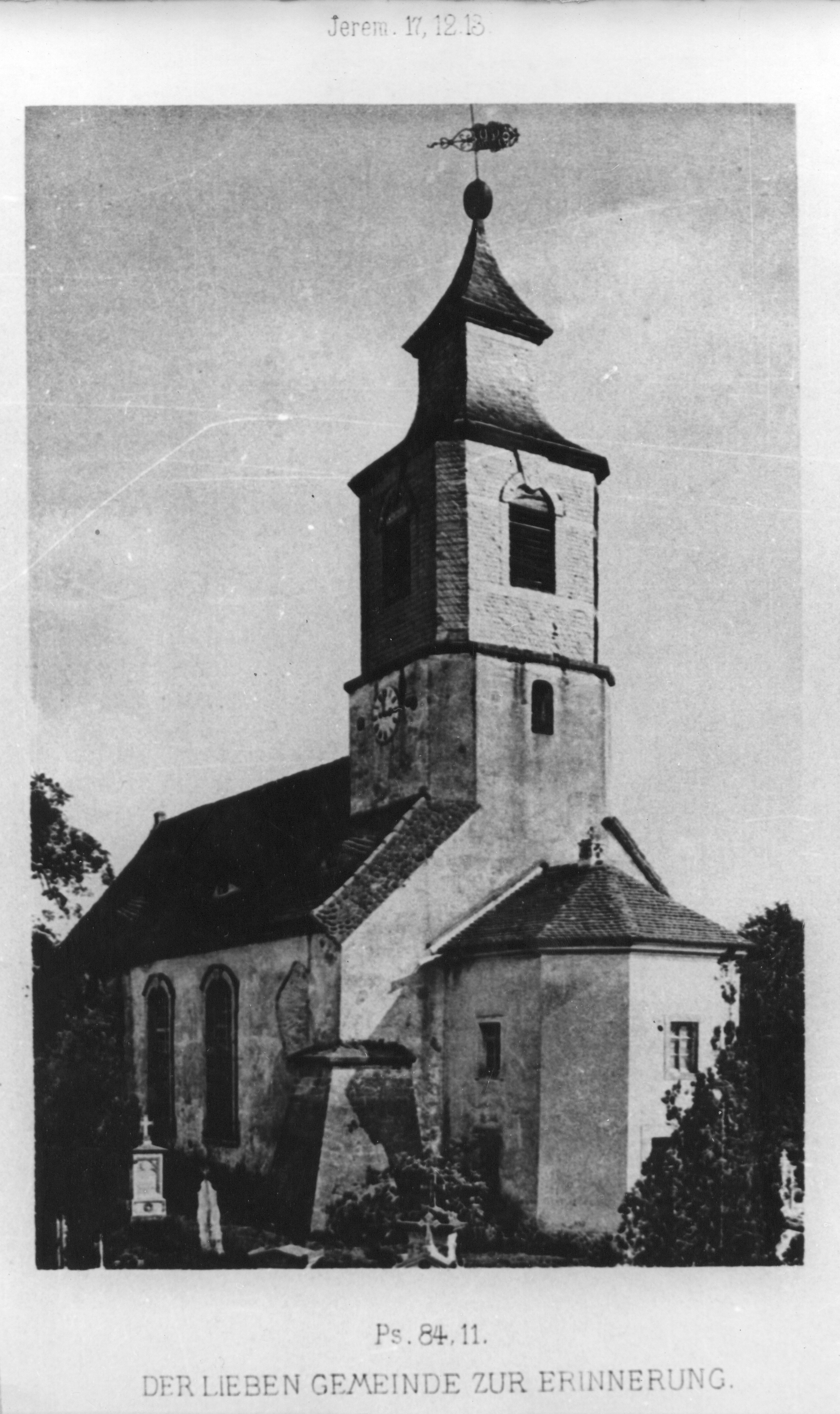
Alte Dorfkirche Großdobritz

Die Dorfkirche Großdobritz wurde 1881/1882 nach Plänen des Architekten Gotthilf Ludwig Möckel in neugotischem Stil erbaut.

## Geschichte
Im Jahr 1460 würde erstmals eine Kirche in Großdobritz urkundlich erwähnt, „ohne nähere Angabe über ihre Beschaffenheit, Größe und Aussehen. Ihre Bezeichnung als Kapelle läßt eher auf Kleinheit und Unscheinbarkeit schließen.“ Im Jahre 1637, während des Dreißigjährigen Krieges, wurde die Kirche wie fast das ganze Dorf von schwedischen Truppen niedergebrannt. Es ist unklar, wann die Kirche wieder aufgebaut wurde, aber 1650 wurde „ein Glöcklein“ von der Kirchgemeinde Kötzschenbroda angekauft.
Der erste Kirchenbau, über den Näheres bekannt ist, wurde von 1728 bis 1730 errichtet. Es war ein schlichter verputzter Bruchsteinbau; 1770 mussten Reparaturen am Turmdach ausgeführt werden, das zu dieser Zeit noch eine Deckung aus Holzschindeln aufwies. Im Jahre 1824 wurde es mit Schiefer gedeckt.

## Heutige Kirche

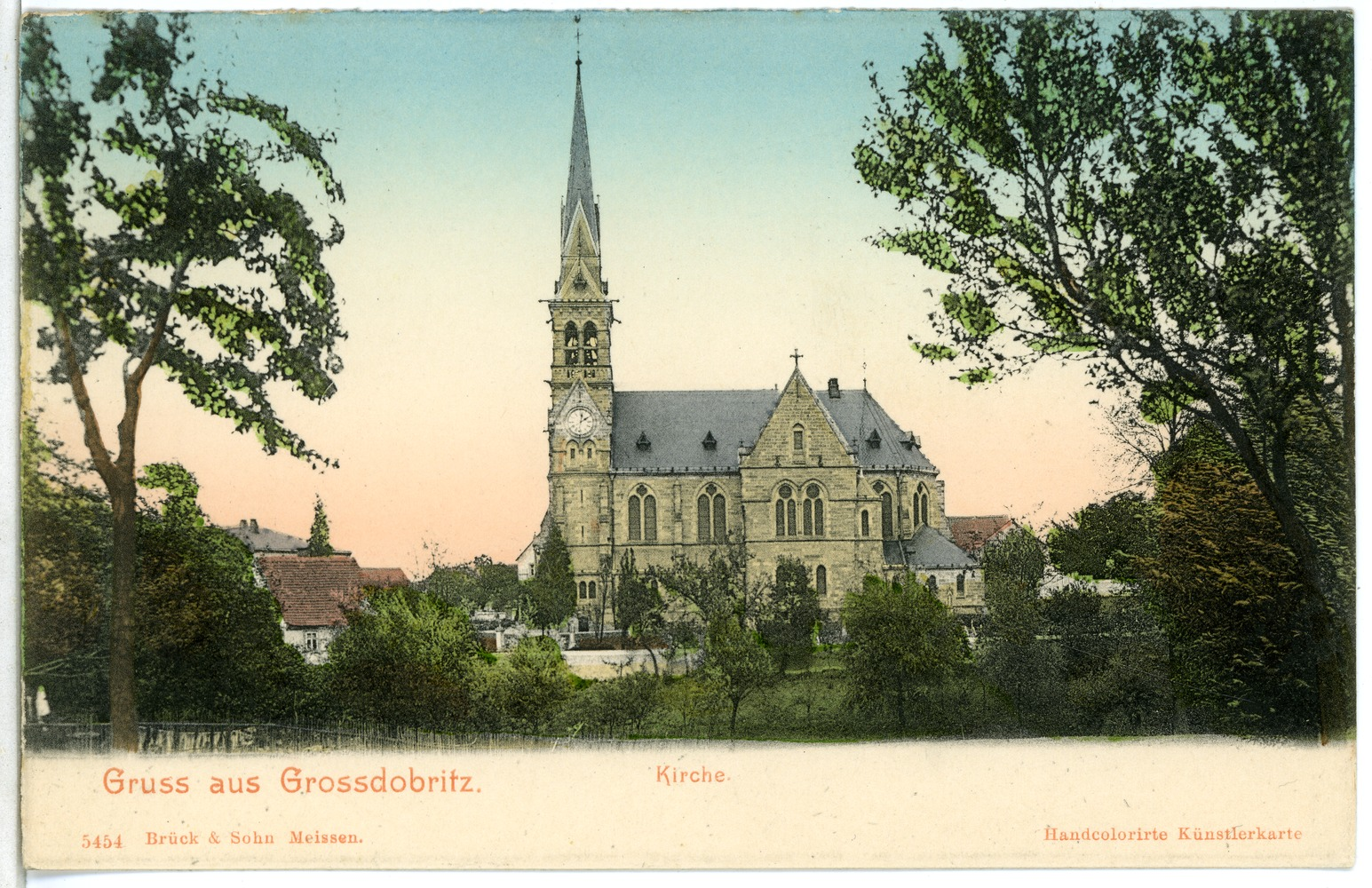
Kirche Großdobritz 1904

Der heutige Kirchenbau wurde 1881/82 nach Plänen des Architekten Gotthilf Ludwig Möckel in neogotischem Stil erbaut. Die Größe und Gestaltung gelten als ungewöhnlich für ein Dorf mit damals knapp 600 Einwohnern. Aus einem Antrag des Kirchenvorstands an das evangelisch-lutherische Landeskonsistorium in Dresden geht hervor, dass die alte Kirche stark reparaturbedürftig war und von den Kirchvätern auch nicht mehr als repräsentativ genug angesehen wurde, besonders neben dem 1876 in direkter Nachbarschaft erbauten neuen Schulhaus. Außerdem verfügte man über ein sehr großes Vermögen und konnte sich damit eben auch eine neue Kirche leisten.

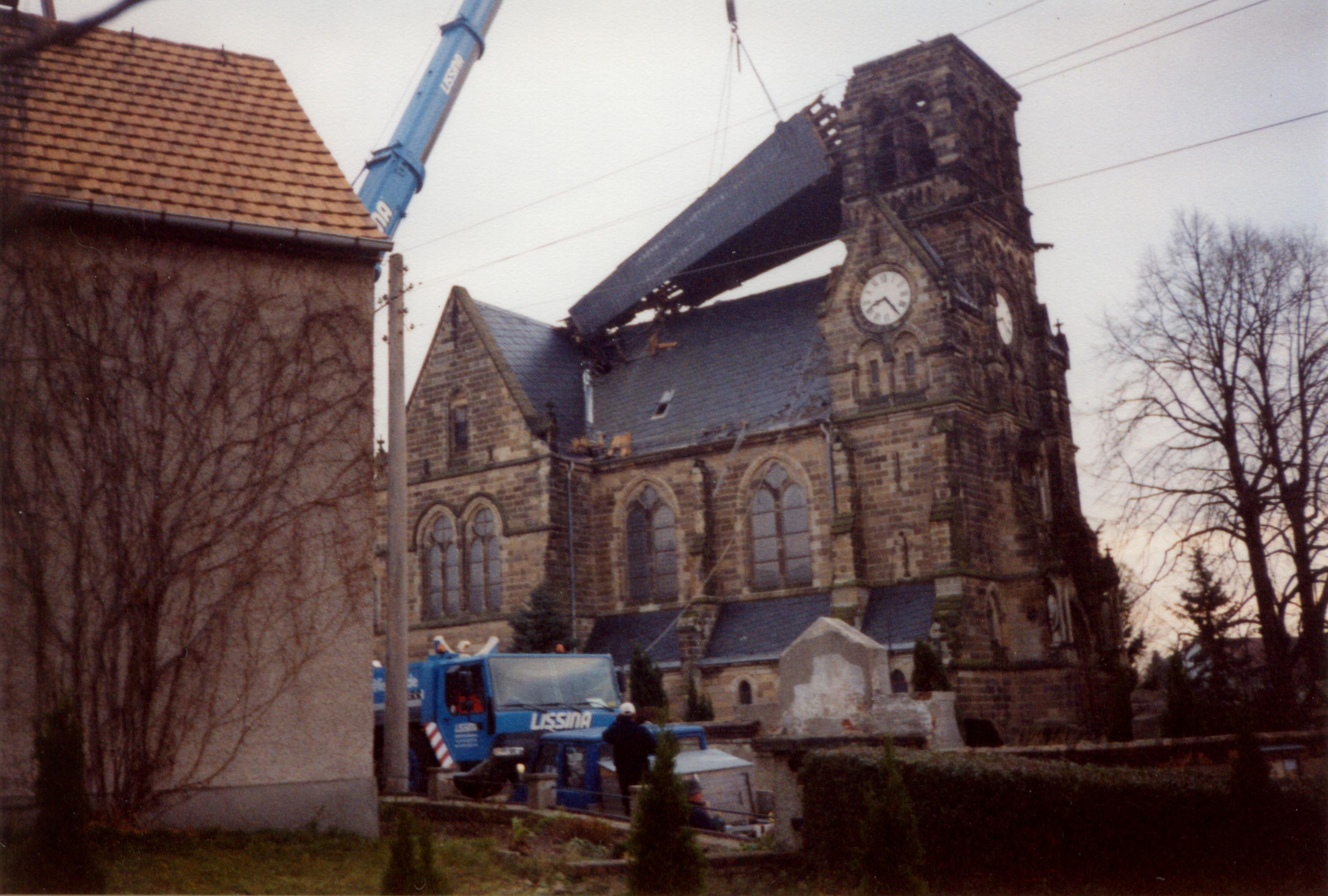
Bergung der Turmspitze nach dem Orkan

Die Kirche ist ein mit Sandstein verkleideter Ziegelbau. Am 19. Mai 1881 wurde der Grundstein gelegt, am 6. Oktober 1881 der Turmknopf aufgesetzt. Am 10. Juli 1882 wurde die Kirche geweiht. Die Baukosten beliefen sich auf 102.726,30 Mark, die komplett aus dem Kirchenärar bestritten wurde.
Eine umfangreiche Restaurierung wurde von 1978 bis 1981 durchgeführt. Dafür wurde u. a. der gesamte Kirchturm eingerüstet. Das Gerüst hatte 22 Etagen, die oberste Plattform lag in 47 Metern Höhe. Bei diesen Arbeiten wurde der Turmhelm durch Entfernen der Ziergiebel vereinfacht.
Durch den Orkan Jeanett am 27. Oktober 2002 wurde die 19 Meter hohe Kirchturmspitze umgebrochen, stürzte längs auf das Kirchendach und zerbrach beim Aufprall. Danach erhielt der Turm ein flaches Notdach.

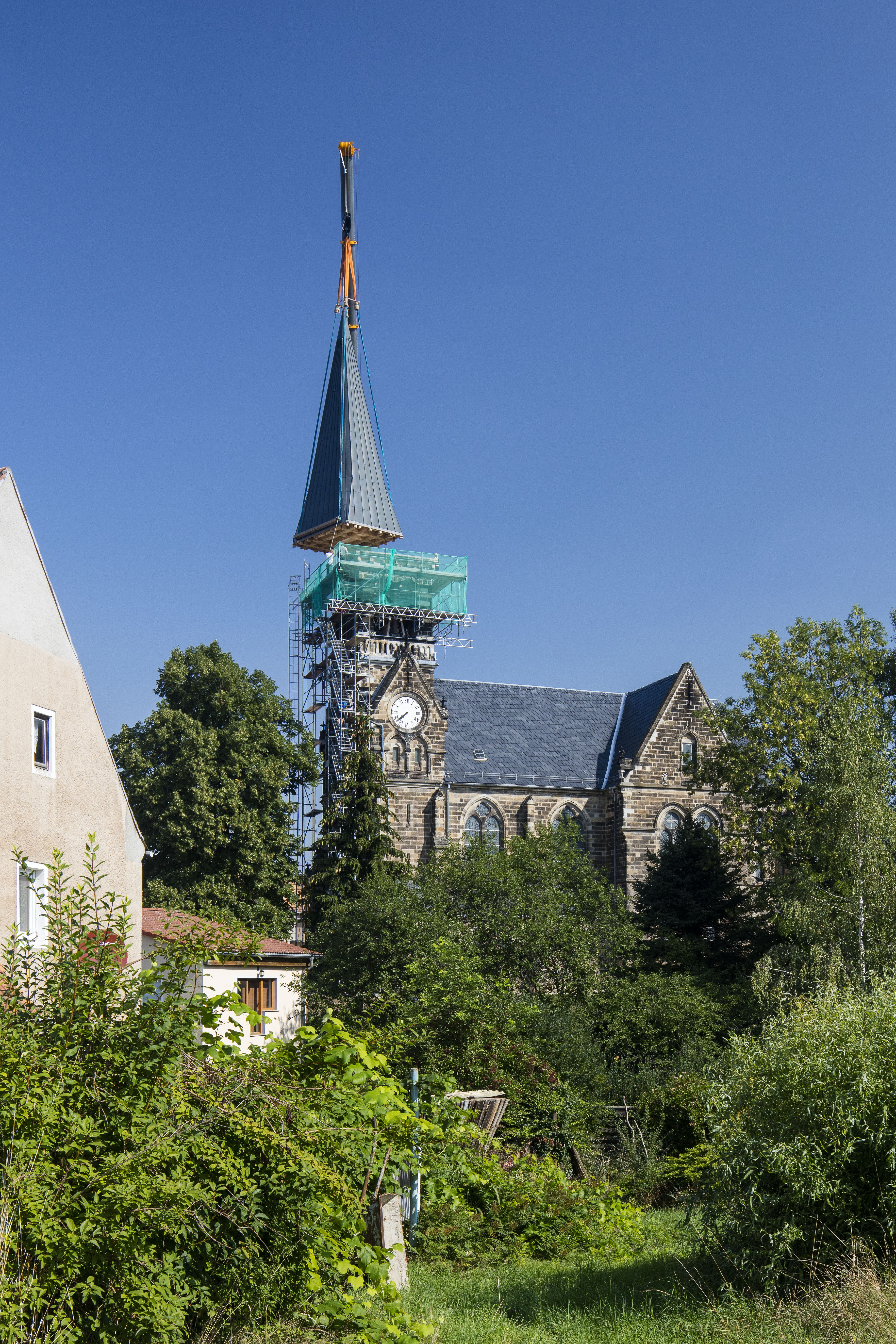
Aufsetzen der neuen Kirchturmspitze

Am 1. September 2015 wurde die vorher auf dem Friedhof gefertigte, durch Spenden finanzierte neue Spitze auf den zuvor stabilisierten Turmstumpf gehoben. Zur Verringerung der Windlast und aus Kostengründen wurde sie verkürzt, modern gestaltet und mit Titanzink verkleidet.
Über dem großzügigen Eingangsportal steht ein segnender Christus; es wird flankiert von Figuren des Petrus und Paulus. Diese Bildhauerarbeiten wurden von Julius Schurig in Striesen (damals noch ein Vorort von Dresden) ausgeführt. Die gesamte Einrichtung des Chors mit Altar, Kanzel und Taufstein wurde von Ludwig Möckel entworfen.
Die beiden Wandgemälde im Chorraum wurden 1884 vom Historienmaler Wenzel Schwarz geschaffen, der auch das ursprüngliche Rundfenster über dem Altar als Glasgemälde gestaltete. Dieses wurde aber im Zweiten Weltkrieg zerstört und 1956 durch ein modern gestaltetes Fenster von Werner Juza ersetzt.

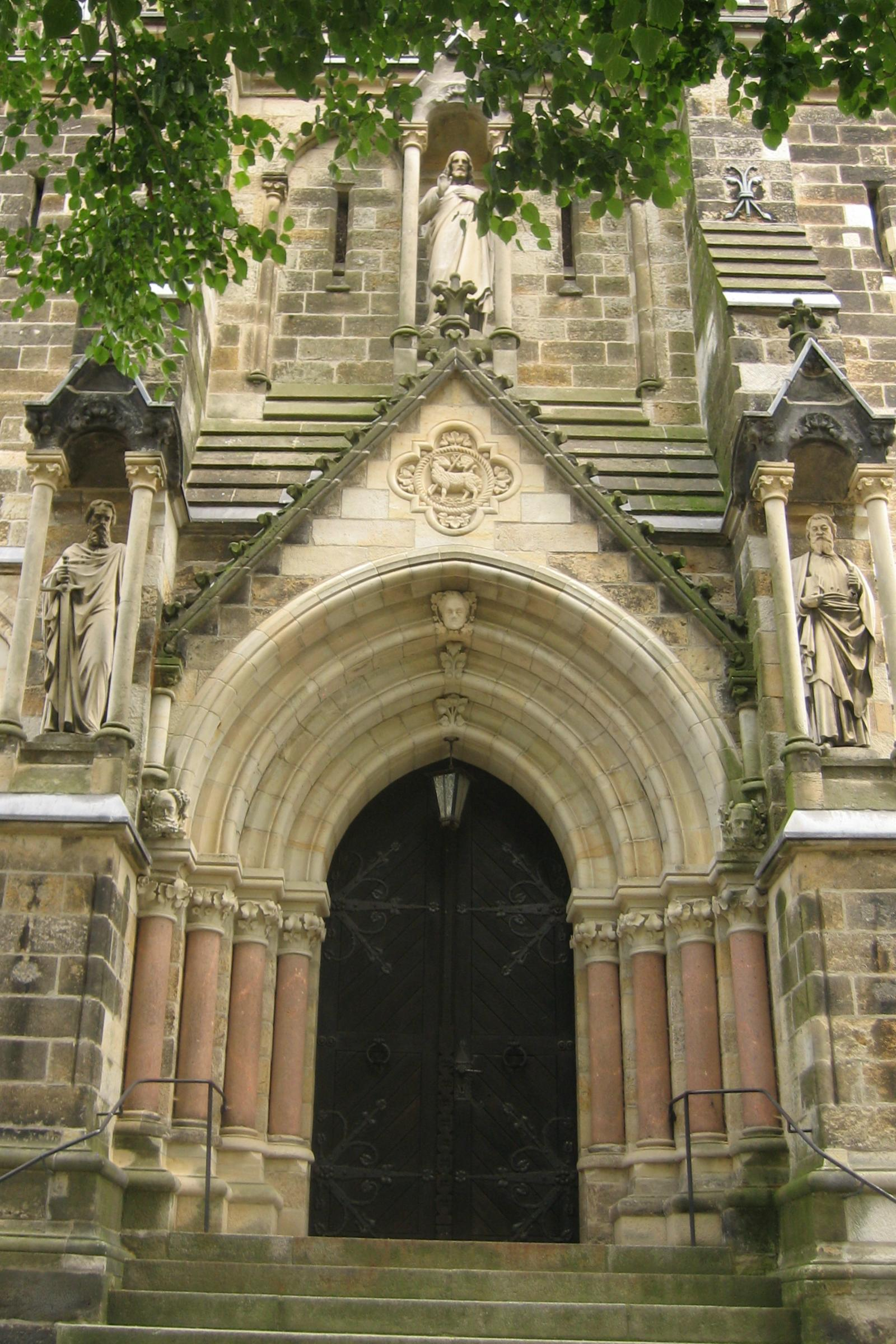
Portal
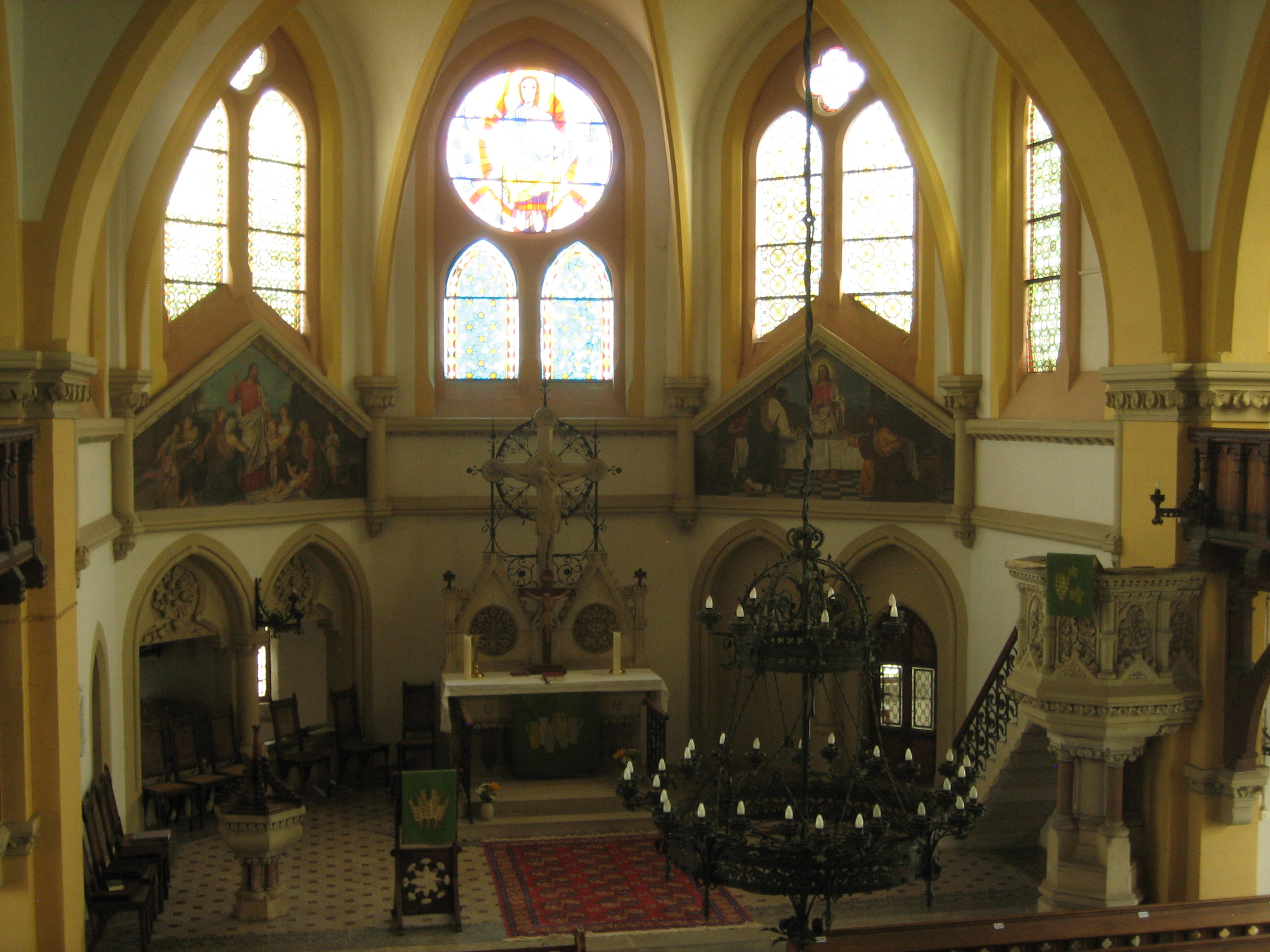
Chorraum
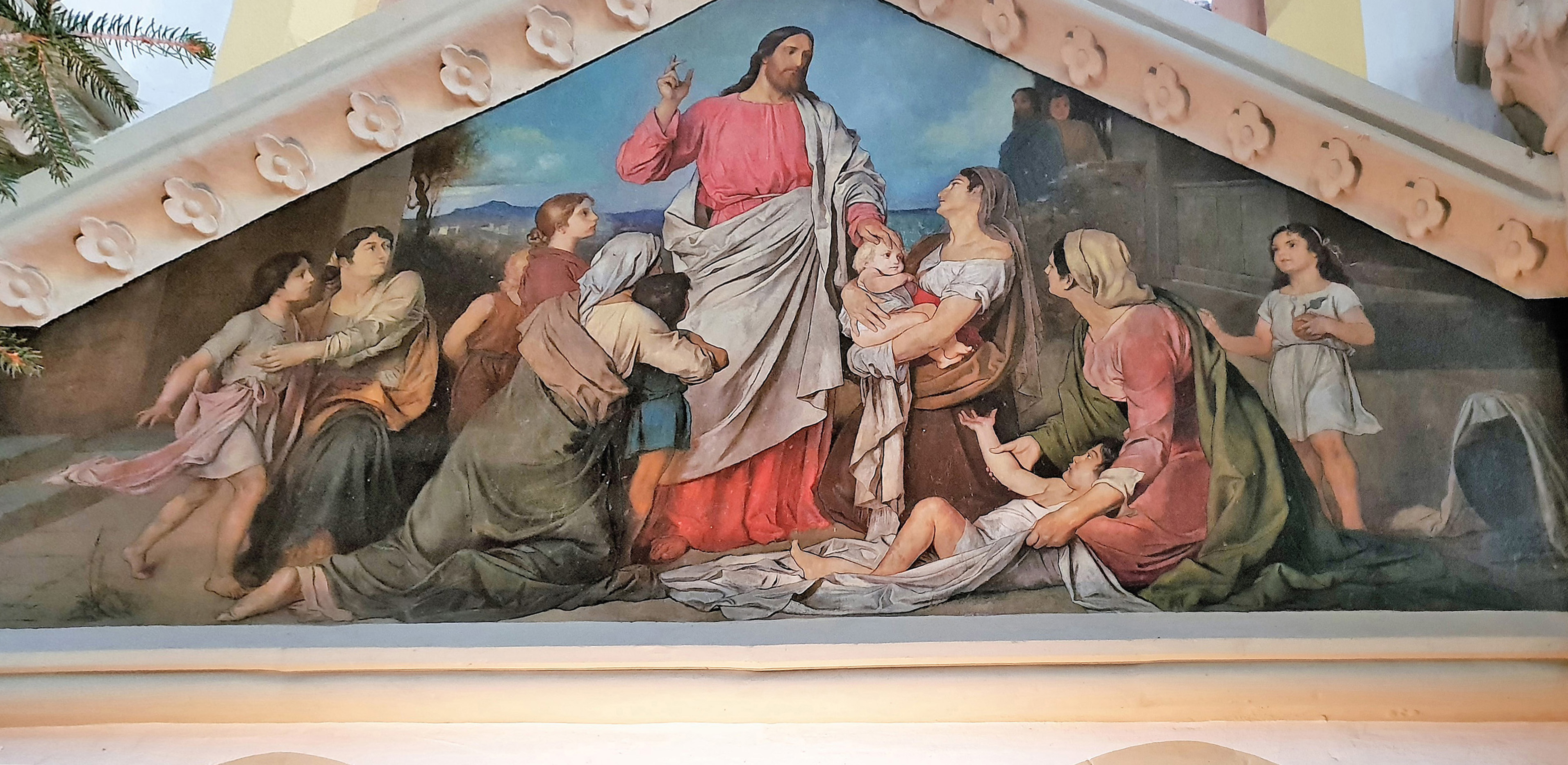
Linkes Altarbild
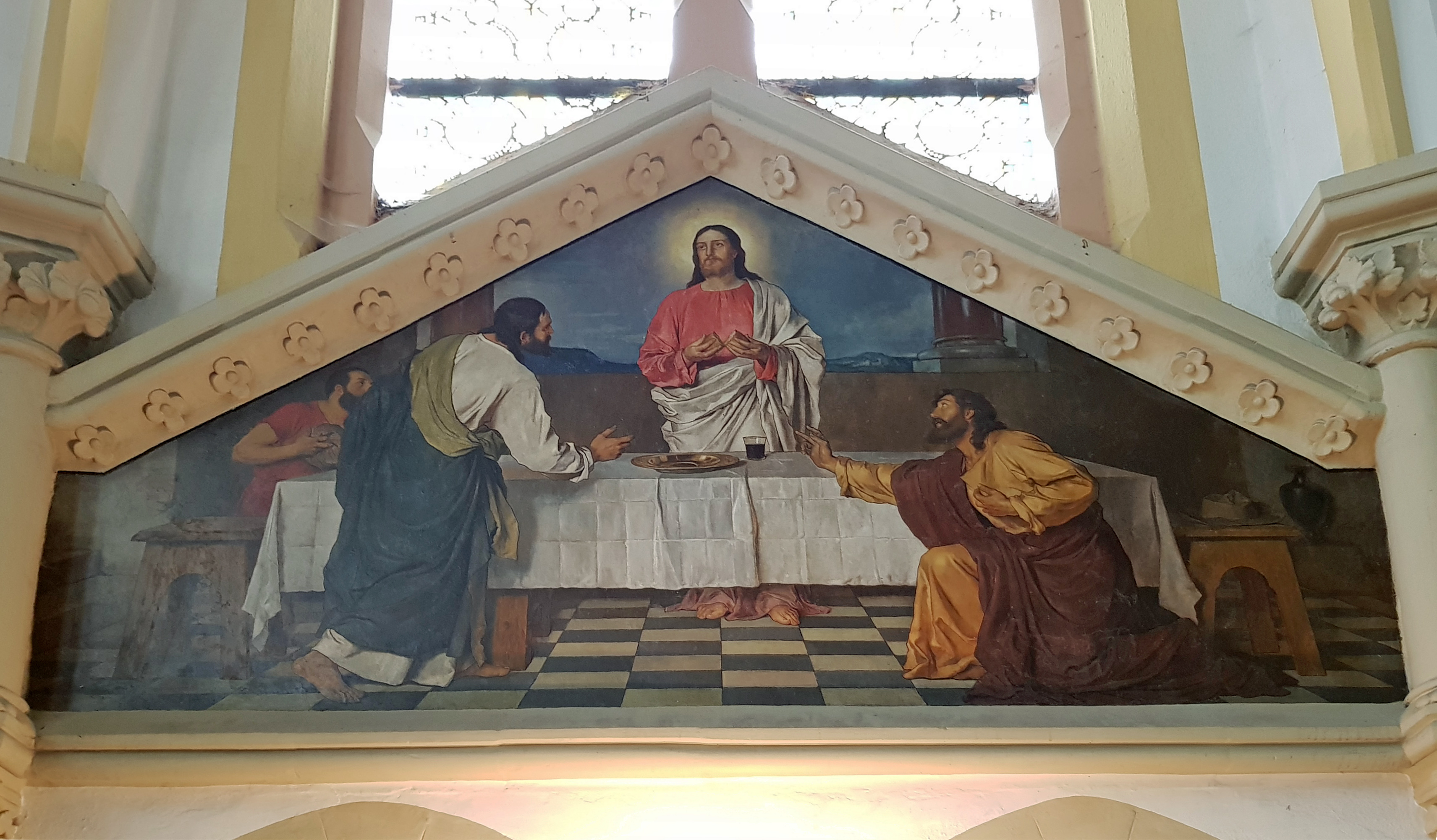
Rechtes Altarbild

## Geläut
Das Geläut besteht heute aus drei Eisenhartgussglocken. Die große und die kleine Glocke wurden 1921 von Schilling & Lattermann aus Apolda gegossen. Die mittlere Glocke von 1921 ist durch Beschuss im Zweiten Weltkrieg zerstört und 1950 durch eine neu gegossene Glocke ersetzt worden.
Das ursprüngliche Geläut der Kirche bestand aus drei Bronzeglocken von Hermann Große aus Dresden, die 1875 geweiht und von der Vorgängerkirche übernommen werden konnten. Sie wurden aber 1917 vom Reichsmilitärfiskus für Kriegszwecke enteignet, man konnte nur für die kleine Glocke eine vorläufige Verschonung erreichen. Nachdem der Kirchenvorstand mehrere Abgabetermine verstreichen ließ, wurden zwei Glocken im September 1917 durch Angehörige eines Pionierbataillons zwangsweise abgenommen. Die letzte verbliebene Bronzeglocke wurde 1922 an die Kirche in Gallschütz bei Mügeln verkauft.

## Orgel

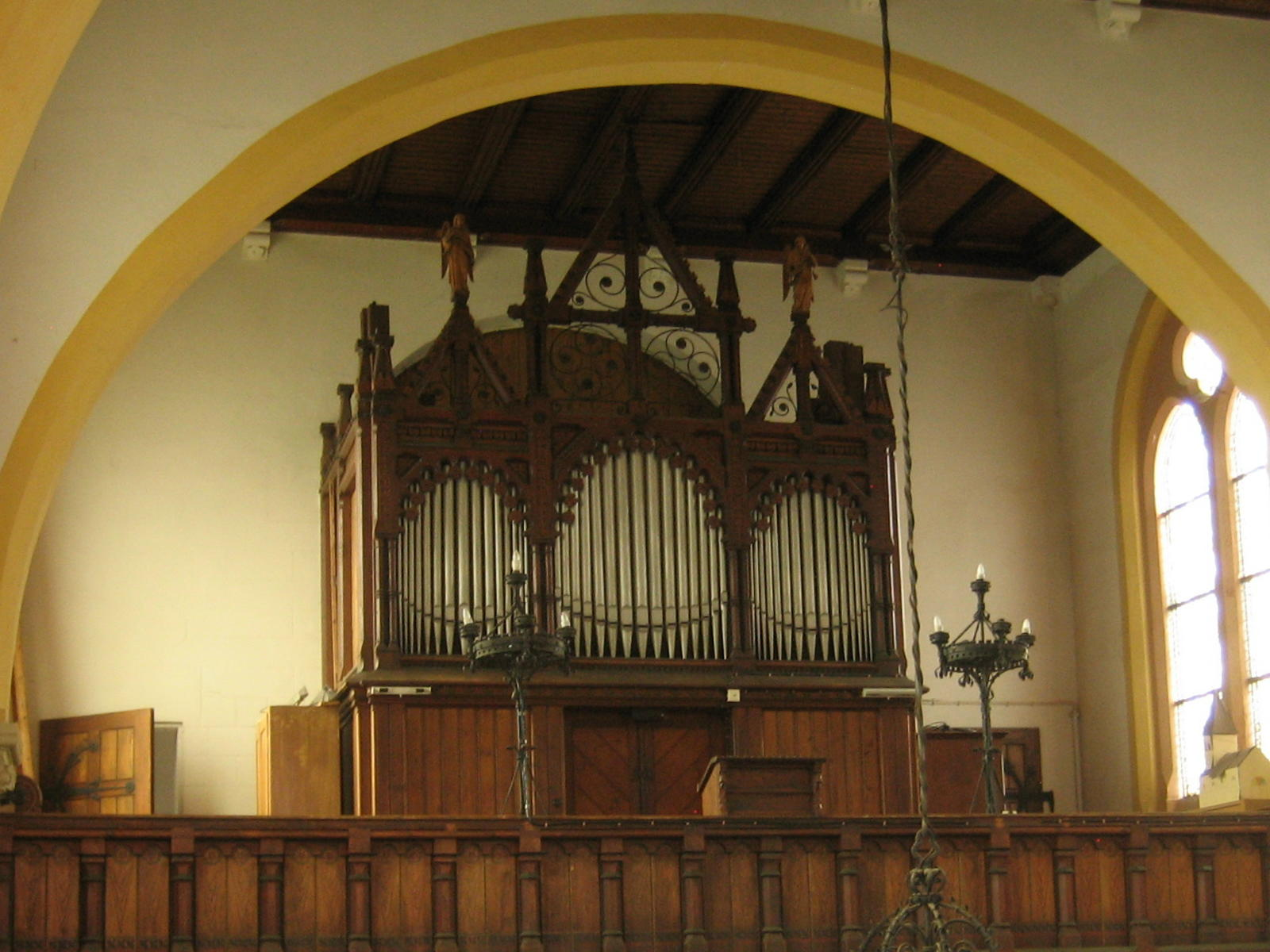
Orgel

Die Orgel wurde 1851 vom Friedrich Jahn aus Dresden hergestellt, 1880 aus der alten Kirche ausgebaut und, mit einem neuen Gehäuse versehen, in der neuen Kirche wieder eingebaut. Die Orgel hat 18 Register, zwei Manuale und Pedal. Sie verfügt über 1039 Pfeifen. Während des Ersten Weltkriegs waren 1917 auch die Zinnorgelpfeifen enteignet und durch den Orgelbauer ausgebaut worden. Er quittierte 56 kg Zinn und lieferte eine Zeichnung des Orgelprospekts für die spätere Wiederherstellung.